# Posicionamento por Ponto Simples
Posicionamento por ponto simples (também chamado de autônomo e por ponto) é a técnica GNSS que utiliza apenas o receptor para adquirir sinais dos satélites e calcular a sua posição, utilizando-se as efemérides transmitidas . Trata-se de uma técnica de posicionamento absoluto já que seu referencial é o geocentro (enquanto o posicionamento relativo está relacionado com o referencial materializado).